# Rivière Burntbush Nord
Pour les articles homonymes, voir Burntbush.
La rivière Burntbush Nord est un affluent de la rivière Burntbush, coulant dans le district de Cochrane, dans le Nord-Est de l'Ontario, au Canada.

## Géographie
Les bassins versants voisins de la rivière Burtbush Nord sont:
- côté nord: rivière Kesagami, lac Burntbush Nord, lac George;
- côté est: rivière Burntbush, rivière du Détour, rivière Case;
- côté sud: rivière Mikwam, rivière Burntbush;
- côté ouest: rivière Burntbush, rivière Séguin.

La rivière Burntbush Nord prend sa source à l'embouchure du lac George (longueur: 2 m; altitude: 305 m). Son embouchure est située à l'est de la route 652, à l'ouest de l'embouchure de la rivière Burntbush Nord et au nord-ouest de la confluence avec la rivière Burntbush avec la rivière Turgeon.
La confluence de la rivière Burtbush Nord située à l'ouest de la frontière Ontario-Québec, à l'est de la route 652, au sud d'une baie du lac Kesagami et au nord-ouest de la confluence de la rivière Burntbush avec la rivière Turgeon.

## Toponymie
Les toponymes lac Burntbush Supérieur, lac Burntbush Nord, lac Burntbush et rivière Burntbush sont de même origine.